# Myospila maculiseta
Myospila maculiseta este o specie de muște din genul Myospila, familia Muscidae, descrisă de John Otterbein Snyder în anul 1940. Conform Catalogue of Life specia Myospila maculiseta nu are subspecii cunoscute.